# Renealmia pyramidalis
Renealmia pyramidalis är en enhjärtbladig växtart som först beskrevs av Jean-Baptiste de Lamarck, och fick sitt nu gällande namn av Paulus Johannes Maria Maas. Renealmia pyramidalis ingår i släktet Renealmia och familjen Zingiberaceae. Inga underarter finns listade i Catalogue of Life.